# 1167

## Esdeveniments
- Fundació de la primera lliga llombarda per defensar l'autonomia de les ciutats de la Llombardia enfront Federic Barbarroja

## Necrològiques
- 6 d'agost, Roma: Alexandre de Lieja, príncep-bisbe del Lieja
- 10 de setembre, Rouen: Matilde d'Anglaterra, hereva legítima i reclamant al tron anglès.[1]
- Hugues de Poitiers, monjo benedictí conegut per haver escrit la Historia Vizeliacensis monasterii sobre l'Abadia de Vézelay.